# Thierry Frappé
Pour les articles homonymes, voir Frappé (homonymie).
Thierry Frappé, né le 23 mai 1952 à Forest-sur-Marque (Nord), est un homme politique français.
Membre du Rassemblement national, il est élu député dans la 10e circonscription du Pas-de-Calais lors des élections législatives de 2022. Il siège au sein du groupe RN.
Il est également conseiller municipal et premier adjoint au maire de Bruay-la-Buissière depuis 2020, ainsi que maire délégué de la commune déléguée de Labuissière depuis 2021.

## Biographie

### Jeunesse et formation
Il est né le 23 mai 1952.

### Carrière professionnelle
Thierry Frappé a été médecin ayant exercé à Bruay-la-Buissière.

### Parcours politique
Il est élu au conseil municipal de la commune en 2020 et devient le premier adjoint du nouveau maire Rassemblement national (RN) Ludovic Pajot. Il est nommé maire délégué de Labuissière en décembre 2021.

### Candidat aux élections législatives de 2022 dans le Pas-de-Calais
Il est investi par le RN dans la 10e circonscription du Pas-de-Calais pour les élections législatives de 2022 et a pour suppléant Ludovic Pajot, lui-même élu dans cette circonscription en 2017. Thierry Frappé est préféré à la sortante Myriane Houplain qui se présente alors sous l'étiquette Reconquête.
Il obtient 47,7 % des voix au premier tour, ce qui représente au niveau national le deuxième score le plus important obtenu par un candidat du RN derrière Marine Le Pen dans la 11e circonscription du Pas-de-Calais. Il remporte l'élection au deuxième tour face à Michel Dagbert, candidat Ensemble, avec 65,4 % des voix.
Il est réélu lors des élections législatives de 2024 dès le premier tour avec 60,61 % des voix.

## Mandats
- Depuis le 28 juin 2020 : premier adjoint au maire de Bruay-la-Buissière
- 11 décembre 2021 - 9 juillet 2022 : maire délégué de Labuissière
- Depuis le 22 juin 2022 : député de la 10e circonscription du Pas-de-Calais